# 四道沟乡
四道沟乡，是中华人民共和国河北省承德市围场满族蒙古族自治县下辖的一个乡。

## 行政区划
四道沟乡下辖以下地区：
四道沟村、砬子沟村、永合义村、二道沟村、横河子村和庙宫村。